# Narcinops tasmaniensis
Narcinops tasmaniensis (лат.) — вид скатов из семейства нарциновых отряда электрических скатов. Это хрящевые рыбы, ведущие донный образ жизни, с крупными, уплощёнными грудными и брюшными плавниками в форме диска, выраженным хвостом и двумя спинными плавниками. Они способны генерировать электрический ток. Обитают в умеренных водах юго-западной части Тихого океана и в восточной части Индийского океана на глубине до 640 м. Предпочитают песчаное или илистое дно. Их можно отличить по лопатообразной форме грудного диска, длинными складкам кожи, расположенным по бокам хвостового стебля. Окраска ровного тёмно-коричневого цвета. Максимальная зарегистрированная длина 47 см. Рацион состоит в основном из полихет и ракообразных. Скаты этого вида размножаются живорождением, эмбрионы питаются желтком.

## Таксономия
Впервые вид был научно описан в 1841 году шотландским натуралистом Джоном Ричардсоном под названием Narcine tasmaniensis. Голотип представлял собой самку длиной 36 см, пойманную у берегов Порт-Артура, Тасмания. Видовое научное название дано по месту поимки голотипа. Проведённое в 2012 году филогенетическое исследование на основе митохондриальной ДНК показало, что нарцины являются полифилетическим родом, а N. tasmaniensis и малая нарцина относятся к разным эволюционным линиям.

## Ареал
Narcinops tasmaniensis обитают в юго-западной части Тихого океана и в восточной части Индийского океана. Эти скаты широко распространены в умеренных водах у юго-восточного побережья Австралии от Нового Южного Уэльса до Южной Австралии, а также вокруг Тасмании. В водах Тасмании эти скаты держатся на континентальном склоне не глубже 100 м, тогда как севернее они опускаются на глубину до 640 м Они предпочитают песчаное и илистое дно и встречаются рядом с каменистыми рифами.

## Описание
У этих скатов широкие и закруглённые грудные плавники в форме лопаты, образующие овальный диск. Рыло притуплённое. Имеются два спинных плавника примерно одинакового размера и формы. Позади среднего размера глаз расположены маленькие почти круглые брызгальца с гладкими краями. У основания грудных плавников перед глазами сквозь кожу проглядывают электрические парные органы в форме почек, которые тянутся вдоль тела до конца диска. Максимальная зарегистрированная длина 47 см. Между ноздрями имеется кожаный лоскут с тремя задними лопастями. Рот узкий, окружён глубокой бороздой и способен сильно вытягиваться вперёд. Мелкие зубы имеют форму короны с заострёнными кончиками. Позади диска расположены 5 пар жаберных щелей.

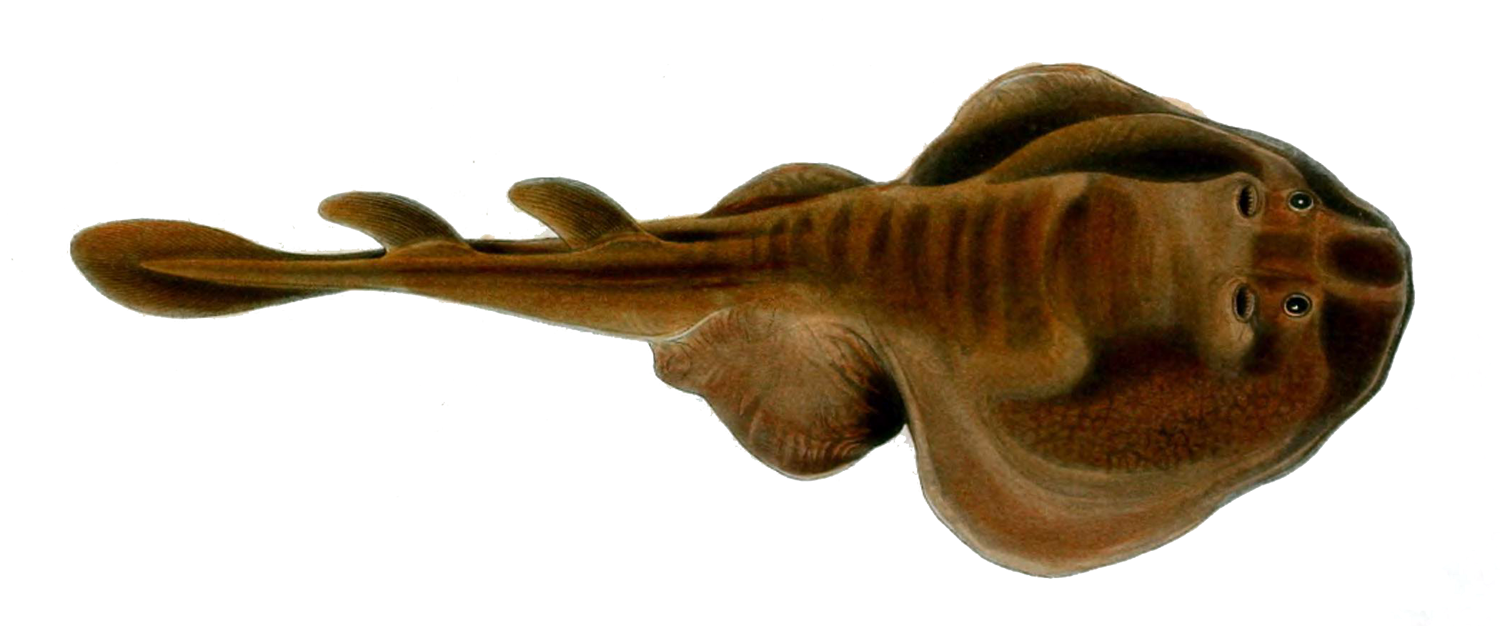

Длина треугольных брюшных плавников намного превосходит ширину. У взрослых самцов позади брюшных плавников выглядывают кончики птеригоподий. Широкий и приплюснутый хвост примерно на четверть длиннее диска, на хвостовом стебле имеются латеральные кожаные складки. Основание первого спинного плавника расположено на уровне задних кончиков брюшных плавников. Хвост оканчивается низким хвостовым плавником. Верхняя лопасть угловатая, особенно у взрослых самцов, а нижняя закруглена. Морщинистая кожа лишена чешуи. Дорсальная поверхность тела ровного коричневого цвета, плавники светлее основного фона. Вентральная поверхность белого цвета, иногда имеются несколько тёмных пятен. у многих молодых особей вдоль позвоночника пролегает тёмная полоса, диск и основания спинных плавников покрыты тёмными пятнышками.

## Биология
Narcinops tasmaniensis являются донными морскими рыбами, которые продолжительное время лежат неподвижно на дне, зарывшись в грунт. Они размножаются яйцеживорождением, эмбрионы вылупляются из яиц в утробе матери и питаются желтком и 
гистотрофом. Самцы и самки достигают половой зрелости при длине 21—26 см и 20—26 см соответственно. В помёте от 1 до 8 новорожденных (в среднем 3) длиной 9—12 см. Рацион в основном состоит из полихет, бокоплавов и крабов, причём молодые скаты поедают червей и ракообразных в равной мере, тогда как взрослые питаются в основном червями. Подобно прочим нарциновым Narcinops tasmaniensis для самообороны используют электрический разряд. На этих скатов охотятся плоскоголовые семижаберные акулы.

## Взаимодействие с человеком
Эти скаты не представляют интереса для коммерческого рыбного промысла. Иногда они попадаются в качестве прилов при коммерческой ловле методом траления. Пойманных рыб выбрасывают за борт, вероятно, уровень смертности среди них низкий. 	Международный союз охраны природы присвоил этому виду статус сохранности «Вызывающий наименьшие опасения».